# Немиров-Колодкин (ювелирная фирма)
Немиров-Колодкин (ювелирная фирма) — ювелирная компания, основанная в 1810 году в Российской империи, получившая известность благодаря изготовлению ювелирных изделий из золота, серебра и драгоценных камней. Обладатель различных наград международных и российских выставок. Поставщик Двора Его Императорского Величества.

## История
В 1843 году уроженец Вологды Николай Васильевич Немиров поступил работать приказчиком к московскому купцу Артемию Колодкину, владевшему на Ильинке несколькими ювелирными магазинами. В середине 1850-х Немиров женился на дочери Колодкина, и тот сделал Немирова своим партнером.
К 1853 году Николай Немиров накопил 8000 рублей, необходимые для того, чтобы поступить в 3 купеческую гильдию.
В 1867 году был открыт магазин фирмы на Ильинке.
После 1868 года Колодкин позволил зятю взять двойную фамилию, и уже вскоре он начичинает упоминаться как Немиров-Колодкин.
В 1872 году купец 1 гильдии Николай Васильевич Немиров-Колодкин основал фабрику золотых и серебряных изделий. В качестве партнеров были привлечены племянники: — Алексей Давыдов, Александр и Николай Дружинины, Иван Лапин.
В 1880 году был создан торговый дом «Н. В. Немиров-Колодкин», осуществлявший торговлю ювелирными изделиями в Москве, Санкт-Петербурге, Нижнем Новгороде.
В 1881 году была построена новая фабрика, укомплектованная паровыми машинами.
в 1897 году на фабрике трудилось 39 рабочих, было изготовлено изделий на 48100 рублей.
В 1892 году, после смерти основателя фирмы, его наследники основали фабрично-торговое товарищество «Преемники Н. В. Немирова-Колодкина».
К 1905 году магазины фирмы находились на Ильинке, в доме Хлудова и в Верхних торговых рядах (павильон 105—106). Фабрика находилась на Малой Ордынке.
Фабрика была укомплектована паровыми машинами, электрическими двигателями, различными механизмами. При производстве работала школа рисовальщиков. Надзор за производством осуществляли опытные художники.
Примечательно, что в качестве оплаты фирма принимала старые изделия из золота и серебра, драгоценные камни. Также принималась оплата в рассрочку.
Фабрика продолжала функционировать вплоть до 1918 года. В 1920 году она была включена в «Главзолото», наряду с другими ювелирными производствами.

## Известные работы, стиль и клейма
Известны клейма «НЕМИРОВЪ-КОЛОДКИНЪ» в прямоугольной рамке в одну строчку, «НЕМИРОВЪ-КОЛОДКИНЪ» в прямоугольной рамке в две строчки, «Н*К» в ромбе.
Некоторые предметы для фирмы «Немиров-Колодкин» изготавливались торговым домом «Бейлин и сын».
В Государственном историческом музее хранятся оклады икон, панагии, оклад Евангелия, ковчег, чашка с блюдцем.

## Ассортимент
Фабрика Немирова-Колодкина специализировалась на производстве церковной утвари: ризы на иконы, одежды на жертвенники и святые престолы, гробницы для мощей, царские врата, иконостасы, паникадила, хоругви, дарохранительницы, напрестольные Евангелия, оклады икон, складни.
Был представлен широкий ассортимент украшений с бриллиантами: колье, броши, браслеты, кольца, серьги, мужские и дамские часы, медальоны.
Производилось гладкое и чеканное столовое серебро, предметы для подарков.

## Благотворительность
С 1860 года Николай Немиров-Колодкин ежегодно вносил 300 рублей на счёт Московского комитета о просящих милостыню.
В 1879 году в Вологде была построена богадельня для неимущих граждан престарелого возраста (59°14′22″ с. ш. 39°53′54″ в. д.).
Во флигеле собственного дома на Малой Ордынке Немиров-Колодкин основал богадельню для незрячих.
В 1886 году, после смерти Николая Немирова-Колодкина, было исполнено завещание, и вся его усадьба была отдана под «Богадельню имени Н.В. и Д.А. Немировых-Колодкиных». На содержание богадельни было выделено 100 тысяч рублей.
В 1886 году на завещанные Николаем Немировым-Колодкиным 11600 рублей была возведена богадельня на 15 человек в Иверском переулке. Здание сохранилось.